# 新井田西
新井田西（にいだにし）は、青森県八戸市にある町名の一つである。新井田西一丁目から四丁目まである。

## 概要
八戸市役所から東南東3キロメートルのところに位置する、新井田川下流の右岸にある住宅地域である。新井田川を越えて北に類家、東、南に新井田、新井田川を越えて西に田向、南類家が接する。鉄道の駅は無い。幹線道路は青森県道29号八戸環状線が通る。地内西部に新井田公園が立地する。

## 地理

### 河川
- 新井田川

## 沿革
- 1991年（平成3年）12月11日 - 新井田第一地区について、宅地造成を目的とした土地区画整理事業の事業計画が決定される[3]。
- 2004年（平成16年）1月30日 - 土地区画整理事業の換地処分公告が行われる[3]。
- 2004年（平成16年）1月31日 - 大字新井田字久保田、字後庵の一部、字後庵下、字重地の一部、字重地下の一部、字寺沢下の一部、字中田表、字西平の一部、字西ノ城、字春木場、字臥木河原（河川改修による対岸の一部は南類家）、字古館の一部、字法光野の一部、字畑中の一部、字横町の一部、大字類家字小僧淵の一部、大字田向字水越の一部が、新井田第一地区の住居表示実施により、新井田西一丁目、同二丁目、同三丁目、同四丁目になる[4][5]。

### 町名の変遷

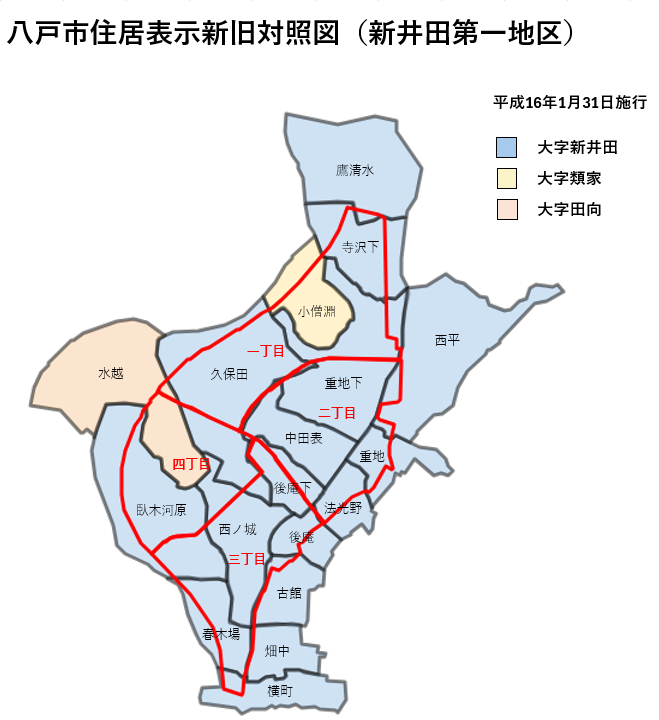
八戸市新井田第一(新井田西)地区での住居表示における新旧対照図

| 実施後         | 実施年月日    | 実施前（各字名ともその一部）                                                                           |
| -------------- | ------------- | --- |
| 新井田西一丁目 | 2004年1月31日 | 大字田向字水越、大字類家字小僧淵、大字新井田字鷹清水、字寺沢下、字重地下、字西平、字中田表、字久保田   |
| 新井田西二丁目 | 2004年1月31日 | 大字新井田字重地下、字西平、字重地、字法光野、字中田表、字久保田、字後庵下、字後庵                     |
| 新井田西三丁目 | 2004年1月31日 | 大字新井田字法光野、字久保田、字後庵下、字後庵、字古館、字西ノ城、字臥木河原、字春木場、字畑中、字横町 |
| 新井田西四丁目 | 2004年1月31日 | 大字田向字水越、大字新井田字中田表、字後庵下、字久保田、字西ノ城、字臥木河原、                         |

## 世帯数と人口
2017年（平成29年）4月30日現在の世帯数と人口は以下の通りである。
| 丁目           | 世帯数    | 人口    |
| -------------- | --------- | ------- |
| 新井田西一丁目 | 384世帯   | 887人   |
| 新井田西二丁目 | 428世帯   | 955人   |
| 新井田西三丁目 | 226世帯   | 583人   |
| 計             | 1,038世帯 | 2,425人 |

## 施設

### 商業
- よこまちストア新井田店
- 西松屋八戸新井田店
- カラオケ合衆国八戸店
- PC DEPOT八戸新井田店
- 薬王堂八戸新井田店
- 丸亀製麺八戸新井田店
- ２１SEIKI八戸新井田西
- 夢屋新井田西店

### 公園
- 新井田公園（テクノルアイスパーク八戸）